# Lagtingsvalget 2019
Lagtingsvalget på Færøerne 2019 blev afholdt til Færøernes lagting den 31. august 2019. Lagmand Aksel V. Johannesen udskrev lagtingsvalget den 29. juli 2019. 
Færingerne kunne vælge mellem ni politiske partier. Foruden de syv partier, der lige nu sidder i parlamentet på Færøerne, har to nydannede partier meddelt, at de vil forsøge at opnå valg til Lagtinget. 31. august er den seneste dag, det er muligt at afholde valg.
| Partier | Partier               | Partier                |
|         | Lister                | Formænd                |
| ------- | --------------------- | ---------------------- |
|         | A – Fólkaflokkurin    | Jørgen Niclasen        |
|         | B – Sambandsflokkurin | Bárður á Steig Nielsen |
|         | C – Javnaðarflokkurin | Aksel V. Johannesen    |
|         | D – Sjálvstýri        | Jógvan Skorheim        |
|         | E – Tjóðveldi         | Høgni Hoydal           |
|         | F – Framsókn          | Poul Michelsen         |
|         | H – Miðflokkurin      | Jenis av Rana          |
|         | K – Framtakið         | Hallur Djurhuus        |
|         | L – Føroyaflokkurin   | Hjalmar Zachariassen   |
|         |                       |                        |

## Lagtingsvalget 31. august 2019
Fólkaflokkurin gik 5,6 procent frem og blev den store vinder af lagtingsvalget. Javnaðarflokkurin havde den største tilbagegang med 2,6 procent, mens Tjóðveldi og Framsókn mistede hver mere end 2 procent.
Tallene er fra hjemmesiden KvF.
- Antallet af valgberettigede: 37.827
- Optalte stemmer: 33.779
- Blanke/ugyldige: 85/65
- Valgdeltagelse: 89,7%

| Partier | Partier               | Stemmer | Stemmer | Stemmer | Stemmer | Lagtingsmedlemmer | Lagtingsmedlemmer |
|         | Lister                | #       | ± #     | %       | ± %     | #                 | ±                 |
| ------- | --------------------- | ------- | ------- | ------- | ------- | ----------------- | ----------------- |
|         | A – Fólkaflokkurin    | 8290    | +2188   | 24,5    | +5,6    | 8                 | +2                |
|         | B – Sambandsflokkurin | 6874    | +828    | 20,3    | +1,6    | 7                 | +1                |
|         | C – Javnaðarflokkurin | 7480    | -613    | 22,1    | -2,9    | 7                 | -1                |
|         | D – Sjálvstýri        | 1157    | -148    | 3,4     | -0,6    | 1                 | -1                |
|         | E – Tjóðveldi         | 6127    | -564    | 18,1    | -2,6    | 6                 | -1                |
|         | F – Framsókn          | 1559    | -682    | 4,6     | -2,3    | 2                 | ±0                |
|         | H – Miðflokkurin      | 1815    | +36     | 5,4     | -0,1    | 2                 | ±0                |
|         | K – Framtakið         | 310     | +310    | 0,9     | +0,9    | 0                 | ±0                |
|         | L – Føroyaflokkurin   | 167     | +167    | 0,5     | +0,5    | 0                 | ±0                |
|         |                       | 33779   |         | 100,0   |         | 33                |                   |